# Blanca de Borbón

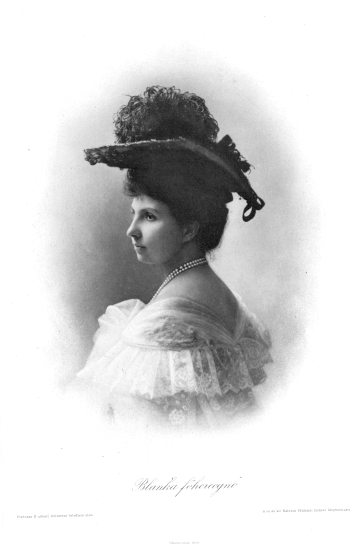
Doña Blanca de Borbón, Erzherzogin von Österreich-Toskana (1899)

Doña Blanca de Borbón, Infantin von Spanien, Prinzessin von Frankreich; vollständiger Name Doña Blanca de Castilla Maria de la Concepcion Teresa Francisca d'Assisi Margarita Juana Beatriz Carlota Luisa Fernanda Adelgunda Elvira Ildefonsa Regina Josefa Micaela Gabriela Rafaela de Borbón y Borbón (* 7. September 1868 in Graz, Österreich; † 25. Oktober 1949 in Viareggio, Italien) war eine spanische Prinzessin und durch Heirat Erzherzogin von Österreich-Toskana.

## Leben

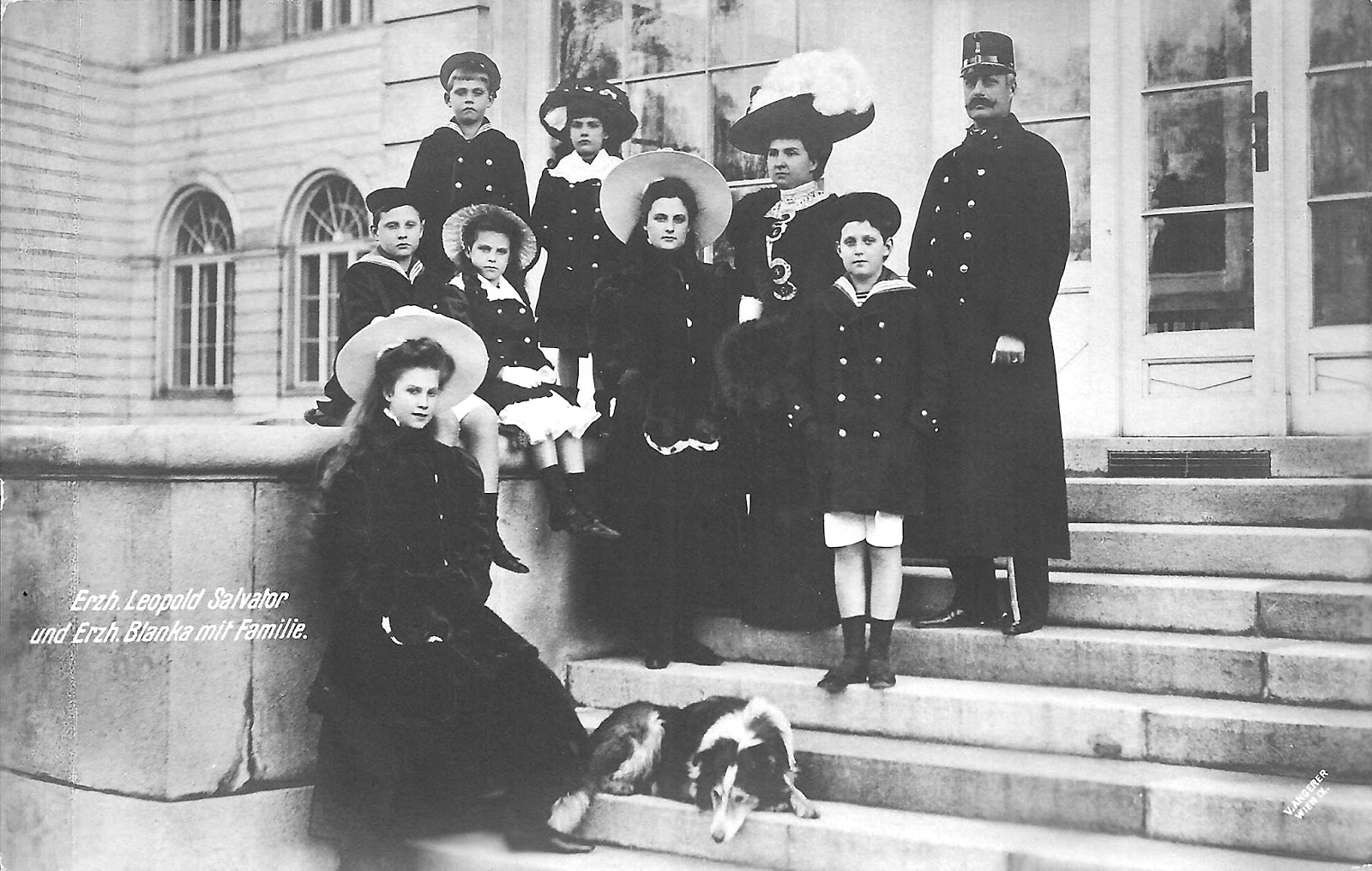
Blanca mit Familie (1909)

Blanca war die älteste Tochter des Infanten Carlos María de Borbón, Herzog von Madrid (1848–1909), als „Carlos VII.“ Prätendent auf den spanischen Thron, und seiner Frau Prinzessin Margarita von Bourbon-Parma (1847–1893), Tochter des Herzogs Karl III. von Parma und der Prinzessin Louise Marie Thérèse d’Artois.
1876 wollte der spanische König Alfons XII. seine Cousine (ersten Grades) Infantin Maria de las Mercedes d’Orléans-Montpensier heiraten. Diese Verbindung fand jedoch keine Zustimmung bei der königlichen Familie – besonders bei der ehemaligen Königin Isabella II. Sie hatte eine andere Braut für ihren Sohn im Auge und zwar Doña Blanca. Doch der König schlug sie und die andere Kandidatin aus und bekam sogar die Unterstützung des spanischen Volkes. Er heiratete seine Cousine 1878 in Madrid, doch sie starb nach sechsmonatiger Ehe an Tuberkulose.
Am 24. Oktober 1889 heiratete Infantin Blanca in Frohsdorf Erzherzog Leopold Salvator von Österreich-Toskana (1863–1931), ältester Sohn des Erzherzogs Karl Salvator und der Prinzessin Maria Immaculata von Neapel-Sizilien. Aus der Ehe gingen zehn Kinder hervor:
- Maria de los Dolores Beatrix Karolina Blanka Leopoldine Margarethe Anna Josephina Pia Raphael Michael Sixtus Stanislaus Ignatius Hieronymus Gregor Georg Cäcilia Camino Barbara (1891–1974)
- Maria Immaculata Karoline Margarethe Blanka Leopoldine Beatrix Anna Josephina Raphaele Michaele Stanislawa Ignatia Hieronyma Carmino Katharina Petra Cäcilia (1892–1971) ⚭ 1932 Nobile Igino Neri-Serneri
- Margarita Raineria Maria Antonia Blanka Leopoldine Beatrix Anna Josephina Raphaele Michaele Stanislawa Ignatia Alice Cäcilie (1894–1986) ⚭ 1937 Francesco Maria Taliani de Marchio
- Rainer Karl Leopold Blanka Anton Margarita Beatrix Maria Peter Joseph Raphael Michael Ignatius Stephan (1895–1930), Ritter des Orden vom Goldenen Vlies (1916)
- Leopold Maria Alphons Blanka Karl Anton Beatrix Raphael Michael Joseph Peter Ignatius (1897–1958), Ritter des Orden vom Golden Vlies (1916)

⚭ 1919–1931 (morg.) Dagmar Baroness Nicolics-Podrinska
⚭ 1932 (morg.) Alicia Gibson Coburn
- Maria Antonia Roberta Blanka Leopoldine Beatrix Margarita Karoline Josephina Raphaele Michaele Ignatia Aurelia (1899–1977)

⚭ 1924 Don Ramón de Orlandis y Villalonga († 1936)
⚭ 1942 Luis Perez Sucre
- Anton Maria Franz Leopold Blanka Karl Joseph Ignatius Raphael Michael Margareta Nicetas (1901–1987) ⚭ 1931–1954 Ileana Prinzessin von Hohenzollern-Sigmaringen
- Assunta Alice Alix Ferdinandina Blanka Leopoldina Margarita Beatrix Josephina Raphaela Michaela Ignatia Philomena (1902–1993) ⚭ 1939–1950 Joseph Hopfinger
- Franz Josef Karl Leopold Blanka Adelgunde Ignatius Rafael Michael Vero (1905–1975)

⚭ 1937–1938 (morg.) Maria Aloisa Baumer
⚭ 1962 (morg.) Maria Elena Seunig
- Karl Pius Maria Adelgonde Blanka Leopold Ignaz Michael Salvator Kyrill Angelus Barbara (1909–1953), erhob von 1943 bis 1953 unter dem Namen Carlos (VIII.) als carlistischer Prätendent Anspruch auf den spanischen Thron.

⚭ 1928–1950 Doña Christa Satzger de Bálványos